# Федя (персонаж)
Федя —  отрицательный персонаж первой новеллы фильма «Операция „Ы“ и другие приключения Шурика», описываемый как хулиган, тунеядец и верзила. Роль исполнил актёр Алексей Смирнов.

## Роль в фильме
Великовозрастный (по ходу действия выясняется, что ему 41 год, имеет семью: жена Люба, дети Елена и Алексей) хулиган Федя получает 15 суток административного ареста за драку в автобусе. Отбывать наказание его отправляют на строительство жилого дома. На той же стройке подрабатывает студент Шурик — главный пострадавший в том же происшествии. Не знающий об этом прораб Павел Степанович назначает Федю к нему напарником. Федя начинает воевать с Шуриком, используя всё, что оказалось под рукой — от доски до бульдозера. В финале сражения Шурик хитростью побеждает Федю и проводит с ним разъяснительную работу в виде порки розгой. 
На следующий день Федя с энтузиазмом готов отправиться на любую другую, даже самую тяжёлую работу, но на него назначен персональный наряд. Узнав, что все 15 суток ему предстоит работать на пару с Шуриком, Федя падает в обморок.

## Кастинг
До того, как на роль Феди был утверждён Алексей Смирнов, на неё пробовались:
- Леонид Сатановский
- Георгий Епифанцев
- Валентин Буров
- Юрий Волынцев
- Роман Филиппов
- Михаил Пуговкин (сыгравший в итоге роль прораба)
- Станислав Чекан

## Влияние
Некоторые реплики персонажа Смирнова стали крылатыми выражениями, например:
- «Ах, ты зрячий! Сейчас будешь слепой!»
- «Если я встану, ты у меня ляжешь!»
- «У вас несчастные случаи на стройке были? Будут.»
- «Может не надо, Шурик?», и ответная реплика Шурика: «Нет. Надо, Федя. Надо!».

Реплика Феди: «Кто не работает, тот ест!» — сказанная им студенту Шурику во время обеда, является иронией сценаристов над основным социалистическим лозунгом «Кто не работает, тот не ест».
Историк культуры К. А. Богданов, рассматривая эволюцию отношения к неграм в советской культуре, особо выделяет сцену, где пробежавший через облако сажи Федя предстаёт «в образе чернокожего дикаря, потрясающего боевым копьём и с бусами на шее». Эта смешная и «не слишком толерантная» сцена, заканчивающаяся поркой «чумазого дебошира», служит примером «обытовления» образа негра в 1960-е годы, в отличие от абстрактно-экзотического представления этого образа в предшествовавшие десятилетия.